# Winter Quarters Bay
Winter Quarters Bay (in italiano baia del rifugio invernale) è una piccola baia del canale McMurdo in Antartide. Localizzata ad una latitudine di 77° 51' S e ad una longitudine di 166° 37' E ed attrezzata con alcuni moli galleggiante è considerata il porto più meridionale della Terra.
La baia è larga approssimativamente 250m per altrettanti di lunghezza e raggiunge una profondità massima di 33 metri. Prende il nome dal fatto che la nave Discovery dell'omonima spedizione (1901-04) di Robert Falcon Scott passò due inverni ancorata nell'area.